# Metaphidippus diplacis
Metaphidippus diplacis là một loài nhện trong họ Salticidae.
Loài này thuộc chi Metaphidippus. Metaphidippus diplacis được Ralph Vary Chamberlin miêu tả năm 1924.